# Jelena Schwarz

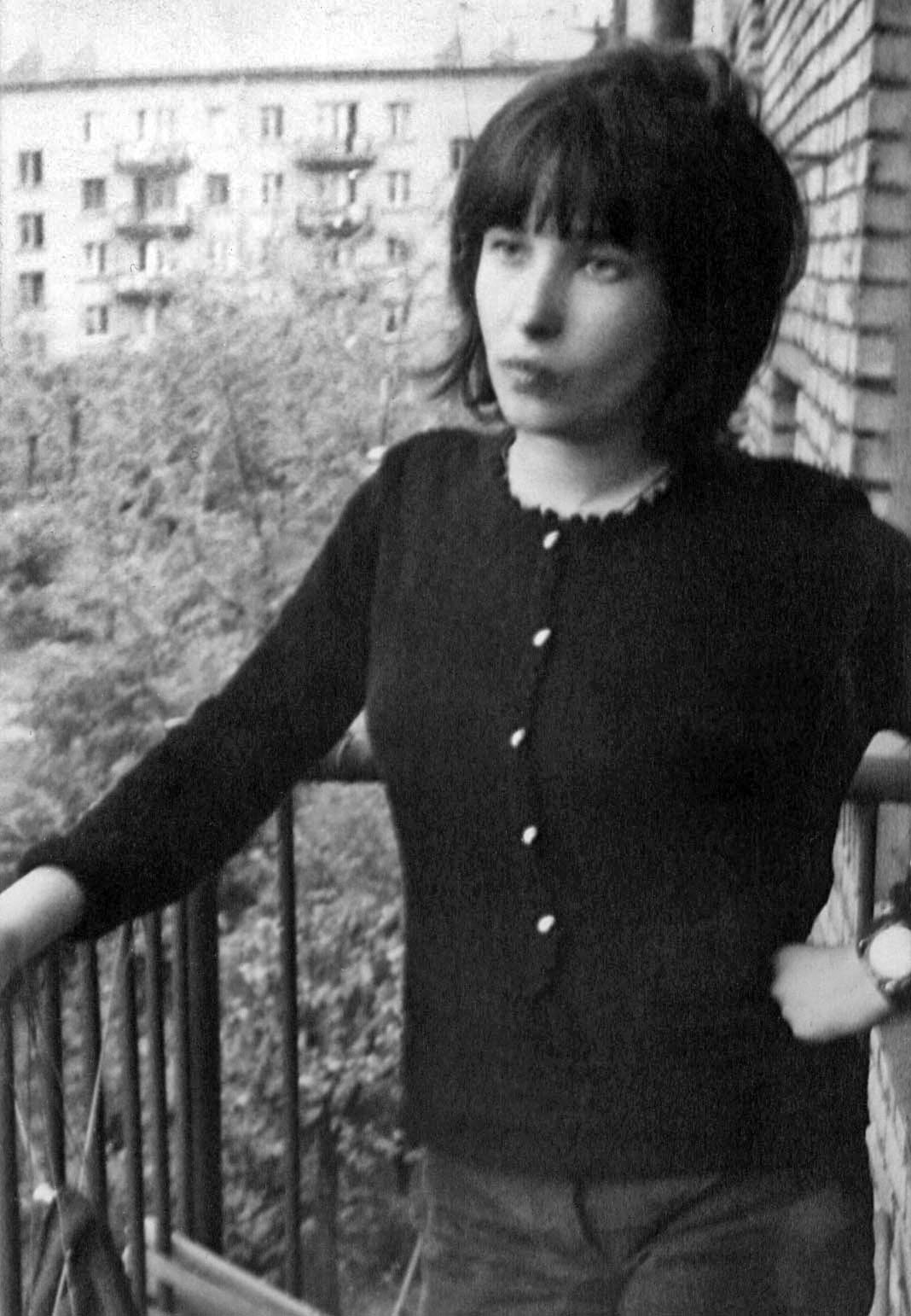
Jelena Schwarz

Jelena Andrejewna Schwarz (auch Elena Shwarz oder Shvarts, russisch Елена Андреевна Шварц, wissenschaftliche Transliteration Elena Andreevna Švarc; * 17. Mai 1948 in Leningrad; † 11. März 2010 ebenda) war eine russische Lyrikerin, Essayistin und Übersetzerin.

## Leben und Werk
Ihre ersten Gedichte erschienen in der Sowjetunion nur im Untergrund als Samisdat, im Westen nur in Zeitschriften, das erste Buch von Jelena Schwarz Tanzujuschy David (deutsch „Der tanzende David“) erschien 1985 in New York. 1987 erschienen ihre Stichi („Gedichte“) in München und in Paris. Erst nach der Perestroika durften ihre Bücher auch in der Sowjetunion erscheinen, 1989 erschienen als Erstes Storony swjeta („Himmelsrichtungen“) in ihrer Heimat, das Buch war schon am Erscheinungstag ausverkauft.
Jelena Schwarz’ Frühwerk und ihre Tagebücher werden im Archiv der Forschungsstelle Osteuropa der Universität Bremen aufbewahrt.
Auf Deutsch erschienen bisher Ein kaltes Feuer brennt an den Knochen entlang (1997) und Das Blumentier (1999).

## Werke
- Танцующий Давид (Tanzujuschy David), Russica Publishers, New York, NY 1985.
- Стихи (Stichi), Беседа (Beseda), Paris 1987.
- Стороны света (Storony swjeta), Sowjetski pisatjel, Leningrad 1989.
- Ein kaltes Feuer brennt an den Knochen entlang (übersetzt von Bettina Eberspächter), Oberbaum, Chemnitz 1997.
- Das Blumentier. Gedichte (übersetzt von Alexander Nitzberg) Grupello, Düsseldorf 1999, ISBN 3-933749-10-7 (= Chamäleon. Band 7, deutsch und russisch)
- Stichotworenija i poemi, Ina press, St. Petersburg, 1999.
- Sochinenia Eleny Schwarz (2 Bände), Puškinskij Fond, St. Petersburg, 2002.
- Widimaja storona schisni. Limbus press, St. Petersburg 2003.
- Trost skoropisca. Puškinskij Fond, St. Petersburg 2004.
- Rom liegt irgendwo in Russland. Zwei russische Dichterinnen im lyrischen Dialog über Rom. Mit Olga Martynova (übersetzt von Elke Erb und Olga Martynova), Edition per procura, Wien 2006, ISBN 978-3-901118-57-9 (= Abrasch, Nr. 10; Text in Deutsch und Russisch).
- Buch auf der Fensterbank und andere Gedichte; herausgegeben und aus dem Russischen übersetzt von Daniel Jurjew, Matthes & Seitz, Berlin 2022, ISBN 978-3-7518-0076-1.